# Požarje
Požarje – wieś w Słowenii, w gminie Zagorje ob Savi. W 2018 roku liczyła 11 mieszkańców.